# Поперечная (приток Сыростана)
Поперечная — река в Миасском городском округе (Челябинская область, Россия), левый приток реки Сыростан.

## Ссылка
- Лист карты N-41-25 Миасс. Масштаб: 1 : 100 000. Состояние местности на 1986 год. Издание 1987 г.